# Giuseppe della Scala
Giuseppe della Scala (Verona, 1263 circa – Verona, 1314) è stato un religioso italiano.

## Biografia
Era figlio illegittimo di Alberto I della Scala, signore di Verona. 
Fu nominato nel 1281 priore della Chiesa di San Giorgio in Braida in Verona con dispensa di papa Onorio IV a causa di problemi dalla nascita. Rinunciò alla carica nel 1292 e, grazie al potere del padre, venne imposto al ruolo di abate dell'abbazia benedettina di San Zeno al posto di un abate "vero". Al riguardo, Dante Alighieri cita Giuseppe nel canto XVIII del Purgatorio della Divina Commedia:
...

perché suo figlio, mal del corpo intero,

e de la mente peggio, e che mal nacque,

ha posto in loco di suo pastor vero".»
(Dante Alighieri, Purgatorio, Canto XVIII)

## Discendenza
Giuseppe ebbe due figli naturali:
- Bartolomeo (?-1338), vescovo di Verona
- Alberto (?-1356), religioso